# Riclef Grolle
Riclef Hans-Heinrich Grolle (* 8. August 1934 in Oldenburg; † 12. Juni 2004 in Jena) war ein deutscher Bryologe.
Grolle ist der Sohn eines Lehrers, der im Zweiten Weltkrieg einberufen wurde und 1945 starb. Er wuchs im Jenaer Elternhaus der Mutter auf. Bereits im Gymnasium interessierte er sich für die Pflanzenwelt. 1951 trat er dem Thüringer Botanischen Verein bei und wurde vom Botaniker Theodor Herzog beeinflusst, der seinen Schwerpunkt auf die Moosforschung legte.
Ab 1952 studierte Grolle an der Friedrich-Schiller-Universität Jena. Aufgrund seiner Erkrankung an Kinderlähmung musste er sein Studium der Botanik einstellen. Trotz starker Taubheitsgefühle an beiden Beinen sowie weiterer krankheitsbedingter Einschränkungen, kehrte er an die Universität zurück und schloss 1959 sein Studium ab. Er wurde von einem Forscher am Institut für Pflanzenforschung der Universität Jena eingestellt. Er promovierte 1962 und leistete verschiedene Beiträge zur taxonomischen Erforschung der Bryophyten.

## Veröffentlichungen (Auszug)
- Miscellanea hepaticologica 91–100. In: Trans. of the British Bryological Soc. Band 5, 1969, S. 766–774.
- Nomina generica Hepaticarum; references, types and synonymies. In: Acta Botanica Fennica. Band 121, 1983, S. 1–62.

## Bibliographie
- Riclef Grolle, Kay Meister: The liverworts in Baltic and Bitterfeld amber. Weissdorn-Verlag, Jena 2004, ISBN 3-936055-04-1.
- Martin J. Wigginton, Riclef Grolle: Catalogue of the Hepaticae and Anthocerotae of Sub-Saharan Africa. Cramer in der Gebrüder-Borntraeger-Verlagsbuchhandlung, Berlin 1996, ISBN 3-443-62022-1.
- Riclef Grolle: The Hepaticae and Anthocerotae of the East African Islands : an annotated catalogue. Cramer in der Gebrüder-Borntraeger-Verlagsbuchhandlung, Berlin 1995, ISBN 3-443-62020-5.
- Günther Natho, Riclef Grolle: Wörterbücher der Biologie. Teil 1: Morphologie und Systematik der Pflanzen A–K. Fischer, Stuttgart 1990, ISBN 3-437-20415-7.
- Günther Natho, Riclef Grolle: Wörterbücher der Biologie. Teil 2: Morphologie und Systematik der Pflanzen L–Z. Fischer, Stuttgart 1990, ISBN 3-437-20415-7, S. 423–852.
- Riclef Grolle: Monographie der Lebermoosgattung Leptoscyphus MITT. J. A. Barth, Leipzig 1962, DNB 451678338.